# Basket-ball aux Jeux olympiques d'été de 1972
Navigation
Mexico 1968 Montréal 1976
Résultats des épreuves de basket-ball aux Jeux olympiques d'été de 1972 à Munich.

## Fait majeur
Depuis l'introduction du basket-ball aux Jeux olympiques, en 1936, les États-Unis ont remporté à chaque fois la médaille d'or. En finale à Munich, l'URSS domine son adversaire pendant tout le match et mène de 1 point, sur le score de 49-48, à trois secondes de la fin de la rencontre. Ils ont la possession du ballon mais se le font intercepter. L'Américain Doug Collins se voit offrir deux lancers francs qui permettent aux Américains de mener pour la première fois de la partie, par 50-49. Les Soviétiques remettent en jeu sur leur ligne de fond et ne parviennent pas à marquer avant le coup de sifflet final. Ce qui se passe ensuite est controversé.
Les Soviétiques rappellent aux juges qu'ils avaient demandé un temps mort entre les deux lancers de Collins, et que leur demande avait été ignorée. Le secrétaire général de la FIBA, R. William Jones, intervient alors pour faire accorder ce temps-mort à l'URSS et un nouveau temps de jeu. Cette intervention est proche d'un abus de pouvoir (Jones n'a pas autorité pour ordonner une telle chose) mais l'autorité du secrétaire suffit à convaincre les arbitres. Trois secondes sont rajoutées au chronomètre. Les Soviétiques ne parviennent pas à marquer, mais, le chronomètre ayant été mal réglé, trois secondes leur sont à nouveau accordées. Palauskas lance en direction de Aleksandr Belov, qui marque. Le score devient donc 51-50 en faveur de l'URSS : elle est couronnée championne olympique.
La question de savoir si le temps-mort devait être accordé ou non demeure sujette à controverse. Le jury d'appel a été composé par R. William Jones : trois juges venant du bloc communiste (Cuba, Hongrie, Pologne), et deux juges du bloc occidental (Italie, Porto Rico). Ils passeront une nuit entière sur la réclamation aussitôt posée par les Américains, mais rien n'y fait : les trois juges du bloc communiste voteront contre la réclamation de l'équipe américaine. Les Américains ne vinrent pas chercher leur médaille d'argent,.
Journaliste au Los Angeles Times, Randy Harvey explique : « Ils ont dû réajuster le compteur, et ils [les Soviétiques] ont donc eu une troisième chance. Les Américains ont pensé que c’était tricher, alors qu’en fait ce n’était sans doute pas le cas. » R. William Jones dira pour sa part : « Les Américains doivent apprendre à perdre, même quand ils pensent avoir raison ».
Cette finale, ainsi que sa préparation par l’équipe soviétique de basketball, est l’objet du film Trois secondes.

## Résultats
| Or | Argent | Bronze |
| URSS Anatoli Polivoda Modestas Paulauskas Zurab Sakandelidze Aljan Jarmoukhamedov Aleksandr Boloshev Ivan Edeshko Sergueï Belov Mikheil Korkiya Ivan Dvorny Gennadi Volnov Aleksandr Belov Sergei Kovalenko | États-Unis Kenneth Davis Doug Collins Tom Henderson Mike Bantom Bobby Jones Dwight Jones James Forbes Jim Brewer Tommy Burleson Tom McMillen Kevin Joyce Ed Ratleff | Cuba Juan Carlos Domecq Ruperto Herrera Juan Roca Pedro Chappé José Miguel Alvarez Pozo Rafael Cañizares Conrado Pérez Miguel Calderón Gómez Tomás Herrera Martínez Oscar Varona Varona Alejandro Urgelles Guibot Franklin Standard |

### Finales
|                |                  |        |   |    |            |         |
|                | places 15 & 16   | Égypte | 0 | -  | 2          | Sénégal |
| places 13 & 14 | Philippines      | 80     | - | 73 | Japon      |         |
| places 11 & 12 | RFA              | 83     | - | 84 | Espagne    |         |
| places 9 & 10  | Australie        | 91     | - | 83 | Pologne    |         |
| places 7 & 8   | Tchéchoslovaquie | 69     | - | 87 | Brésil     |         |
| places 5 & 6   | Yougoslavie      | 86     | - | 80 | Porto-Rico |         |
| places 3 & 4   | Cuba             | 66     | - | 65 | Italie     |         |
| places 1 & 2   | URSS             | 51     | - | 50 | États-Unis |         |